# Oederemia octogesima
Oederemia octogesima är en fjärilsart som beskrevs av Charles Boursin 1960. Oederemia octogesima ingår i släktet Oederemia och familjen nattflyn. Inga underarter finns listade i Catalogue of Life.